# Triumph (Band)
Triumph ist eine kanadische Rockband aus Toronto, die von den späten 1970ern bis in die 1980er erfolgreich war. Die Gruppe wird teils mit den erfolgreicheren Rush verglichen, nicht nur, weil sie aus demselben Land stammten und ebenfalls aus drei Mitgliedern bestanden, sondern auch hinsichtlich Musik und Texten.

## Geschichte
Triumph gründeten sich 1975 in Toronto, Ontario. Schon ein Jahr später konnten Emmet, Levine und Moore das selbstbetitelte Debütalbum veröffentlichen. 1977 folgte der Nachfolger Rock & Roll Machine. Beide Alben erschienen zunächst nur in Kanada. Über Radiosender in Texas wurden sie langsam auch in den Vereinigten Staaten bekannt. Eine Tour durch Texas sorgte für weitere Promotion.
1978 erschien unter dem Titel Rock ’n’ Machine eine Kompilation für den amerikanischen Markt. RCA Records hatte sich der Gruppe angenommen. 1979 hatte die Gruppe mit Just a Game ihren kommerziellen Durchbruch. Die Single Hold On konnte sich in den Billboard-Charts platzieren.
Mit dem Album Progressions of Power konnte sich die Band auch in England in den Charts platzieren. Allied Forces wurde 1981 der größte Hit für die Band. Die Höchstplatzierung in den Billboard-Charts war Platz 23. Das Nachfolgewerk Never Surrender (1983) verkaufte sich auch recht gut.
1984 verließ Triumph RCA Records und unterschrieb bei MCA. Thunder Seven wurde von Eddie Kramer produziert und konnte sich sehr gut verkaufen. 1985 erschien das erste Livealbum Stages der Gruppe.
1986 folgte das Album The Sport of Kings, eine Single kam bis auf Platz 27 der Billboard-Charts. Das Video zu Just One Night erreichte in den MTV-Charts die Top 10.
1987 spielte Gitarrenlegende Steve Morse als Gast auf dem Album Surveillance mit.
1988 verließ Emmett die Band, um eine Solokarriere zu starten. Das Best-of-Album Classics erschien im selben Jahr.
Vier Jahre lag die Band auf Eis, bis mit Phil Xenidis (Phil X) ein neuer Sänger und Gitarrist gefunden wurde. Die erste Veröffentlichung war das Lied Troublemaker für den Soundtrack zu Hellraiser III. Das Album Edge of Excess folgte im selben Jahr. 1993 verließ Phil X die Band, die restlichen Mitglieder legten die Band wiederum auf Eis. 1998 sollte anlässlich des 20-jährigen Band-Jubiläums Emmett wieder zurückkehren, doch dieser Plan wurde aus finanziellen und persönlichen Gründen wieder verworfen.
Zurzeit ist die Band immer noch inaktiv, veröffentlicht aber DVDs, Sampler und Livealben. 2008 wurde die Band in die Canadian Music Hall of Fame aufgenommen. Das klassische Line-Up, bestehend aus Moore, Levine und Emmett, kam im selben Jahr für zwei Konzerte wieder zusammen.

## Diskografie

### Alben
- 1976: Triumph (1993 Re-Release unter dem Namen In the Beginning)
- 1977: Rock & Roll Machine (in diversen Ländern als Rock and Roll Machine oder Rock 'n' Roll Machine veröffentlicht)
- 1979: Just a Game
- 1980: Progressions of Power
- 1981: Allied Forces
- 1983: Never Surrender
- 1984: Thunder Seven
- 1986: The Sport of Kings
- 1987: Surveillance
- 1992: Edge of Excess

### Kompilationen und Livealben
- 1985: Stages (Live-Album)
- 1989: Classics (Kompilation)
- 1996: King Biscuit Flower Hour (In Concert) (Live-Album)
- 2003: Live at the US Festival (Live-Album)
- 2005: Livin' for the Weekend: Anthology (Kompilation)
- 2006: Extended Versions: Triumph (Kompilation)
- 2010: Greatest Hits Remixed (Kompilation)
- 2012: Live at Sweden Rock Festival (Live-Album)

### Videoalben
- 1996: King Biscuit Flower Hour (In Concert)
- 2004: A Night of Triumph

## Auszeichnungen für Musikverkäufe
| Goldene Schallplatte - Kanada - 1979: für das Album Triumph - 1980: für das Album Progression of Power - 1985: für das Album Alied Forces - 1985: für das Album Stages - 1987: für das Album Surveillance - 2001: für das Album 11 Discs Catalogue - 2003: für das Album Never Surrender - 2004: für das Videoalbum A Night of Triumph Live - Vereinigte Staaten - 1983: für das Album Never Surrender - 2003: für das Album Thunder Seven - 2003: für das Album Just a Game - 2003: für das Album Classics | Platin-Schallplatte - Kanada - 1979: für das Album Just a Game - 1985: für das Album Thunder Seven - 2001: für das Album Classics - 2007: für das Album The Sport of Kings - Vereinigte Staaten - 2003: für das Album Alied Forces 2× Platin-Schallplatte - Kanada - 2013: für das Album Rock ’n Roll Machine |

| Land/RegionAuszeichnungen für Musikverkäufe (Land/Region, Auszeichnungen, Verkäufe, Quellen) | Gold       | Platin     | Verkäufe  | Quellen         |
| -------------------------------------------------------------------------------------------- | ---------- | ---------- | --------- | --------------- |
| Kanada (MC)                                                                                  | 8× Gold8   | 6× Platin6 | 915.000   | musiccanada.com |
| Vereinigte Staaten (RIAA)                                                                    | 4× Gold4   | Platin1    | 3.000.000 | riaa.com        |
| Insgesamt                                                                                    | 12× Gold12 | 7× Platin7 |           |                 |